# 藤原歌劇団
藤原歌劇団（ふじわらかげきだん）は、公益財団法人日本オペラ振興会のオペラ公演事業部門における西洋オペラ部門の名称である。藤原義江が創設した、同名の日本のオペラ・カンパニー（任意団体）をルーツとする。1981年（昭和56年）に財団法人日本オペラ振興会に事業を委譲し、団体としては消滅している。本項目では、法人としての日本オペラ振興会について記述するとともに、藤原歌劇団と同様に1981年（昭和56年）に事業を委譲し、現在は公益財団法人日本オペラ振興会のオペラ公演事業部門における日本オペラ部門の名称となっている日本のオペラ・カンパニー（任意団体）の日本オペラ協会（現在は団体としては消滅）についても併せて記述する。

## 沿革 藤原歌劇団（任意団体）

### 創設
1934年（昭和9年）6月、藤原義江は日比谷公会堂にてプッチーニ『ラ・ボエーム』（原語上演とみられるが、異説あり）の公演を行う。「東京オペラ・カムパニー公演」と銘打ってのものだが、これが藤原歌劇団の出発点となる。大倉喜七郎などパトロンの援助も空しく興行的には実入りはなかった模様だが、（素人同然のコーラスを除けば）音楽的には評論家から賛辞一色が呈された。
その後同カムパニー名義でビゼー『カルメン』、ヴェルディ『リゴレット』（マッダレーナ役で後の大女優、杉村春子が出演している）、プッチーニ『トスカ』などで着実に舞台を重ねる。藤原は主役を務めるばかりでなく、演出や装置、衣裳まで手がけたし、訳詞上演の際には妻あき子がしばしば（柳園子の筆名で）参画している。
「藤原歌劇団」と銘打っての旗揚公演は1939年（昭和14年）3月26日から歌舞伎座で行われた『カルメン』であり、大成功を博した。その後同年11月にはヴェルディ『椿姫』と『リゴレット』の交替上演（欧米の歌劇場では常識の、いわゆるレパートリー上演）を成功させ、指揮者としてはマンフレート・グルリットを得、太平洋戦争中の1942年（昭和17年）11月にはヴァーグナー『ローエングリン』日本初演でも題名役を歌うなど、藤原歌劇団は日本で最も高品質のオペラを上演できるカンパニー、そして藤原義江はその一枚看板としての地位を固めていった。しかしこれら公演も興行的には必ずしも満足できるものではなく、藤原は自宅のピアノを売却するなどの苦労もあった。

### 戦後の発展
藤原歌劇団は、敗戦後半年も経ない1946年（昭和21年）1月、帝国劇場での『椿姫』により舞台公演を再開する。同年秋にはGHQによる公職追放によって東京音楽学校主任教授の座を失った木下保（テノール）が歌劇団に参加し、ここまで10年超にわたり全ての演目の主役テノールを藤原義江が務めるという状態からはようやく解放され、主役は二枚看板となったが、藤原が出演しないと途端にチケット売行きが落ちたという。
1947年（昭和22年）7月にはタンホイザーの公演を行った（全曲版は日本初演）。
1950年（昭和25年）には東京・赤坂にオーケストラ付の立稽古も可能な「歌劇研究所」を建設（三井高公の資金援助による）。研究所には一時近衛秀麿のABC交響楽団も練習場を置いていた。
1952年（昭和27年）にNHKの依頼を受け、外国音楽家招聘のため渡米した藤原は、ニューヨーク・シティ・オペラに長らく日本で活動していた旧知のジョゼフ・ローゼンストックを訪ねる。藤原は同歌劇場での『蝶々夫人』の上演レベルのあまりの低さに立腹、日本人役をすべて日本人歌手が歌う公演をしてはどうか、と提案する。歌劇団の20名が参加したこの第1次アメリカ公演は、三宅春恵（ソプラノ）の蝶々さんを始めとする歌唱陣は一定の評価を得たが、藤原の交渉能力の低さから歌劇団には莫大な資金負担となってしまった（藤原は高松宮宣仁親王の口利きで日本興業銀行から100万円（200万円とも）を融通してもらい、後には棒引きしてもらったという）。1953年（昭和28年）第2次アメリカ公演『蝶々夫人』。同年藤原歌劇団青年グループ第１回公演プッチーニ『外套』（日本初演を多数。後「青年グループ」 として1966年（昭和41年）まで活動）。1956年（昭和31年）第3次アメリカ・カナダ公演『蝶々夫人』。
1958年（昭和33年）にイタリア留学帰りのソプラノ歌手桑原瑛子の主演で、日本で初めて原語による『トスカ』を上演した。以降も藤原歌劇団はイタリア・オペラを主軸としていく。1967年（昭和42年）韓国公演『カルメン』。1969年（昭和44年）5月の『ラ・ボエーム』で粟國安彦が演出助手を務める（この後粟國は1970年（昭和45年）渡伊）。
1972年（昭和47年）、団の共同創設者で第一回公演以来の協力者であったバス・バリトンの下八川圭祐が、藤原義江の委嘱により二代目総監督と団の運営を継承した。1976年（昭和51年）3月22日、初代総監督の藤原義江が死去。1977年（昭和52年）、チマローザ『秘密の結婚』から、イタリアから帰国した粟國安彦を演出に起用。粟國は1978年度（昭和53年度）第6回ウィンナーワルド・オペラ賞、1980年（昭和55年）芸術選奨文部大臣新人賞を受賞。
1978年（昭和53年）から下八川共祐（下八川圭祐の息子）が制作を担当。1980年（昭和55年）3月18日、下八川圭祐が死去。下八川共祐が団体の代表となる。1981年（昭和56年）4月1日、下八川共祐が設立した財団法人日本オペラ振興会に事業を委譲。「藤原歌劇団」をオペラ公演事業部門における西洋オペラ部門の名称とし、団体は消滅する。

## 沿革 日本オペラ協会（任意団体）
1958年（昭和33年）に声楽家の大賀寛が「教育オペラ研究会」として旗揚げ。最初の公演は1958年（昭和33年）6月25日の服部正『手古奈』（主演：中村邦子。主催「日本オペラ協会」名義）。1960年（昭和35年）に「日本オペラ研究会」に改称。この後も主催名義は「日本オペラ研究会」と「日本オペラ協会」が混在するが、いずれも主に日本人作曲家による日本語のオペラの創作と実演に励んだ。1970年（昭和45年）に「日本オペラ協会」と改称。
スタッフは演目によって一定しておらず、多数の人物が関与しており、作曲家による自作自演も多かった。
作曲家は清水脩、牧野由多可、三木稔、小山清茂、服部正、菅野浩和、別宮貞雄、石桁眞禮生、佐藤眞、池辺晋一郎、芝祐久、ロッシーニ、大栗裕、林光、松本民之助、水野修孝、渡部和雄、芥川也寸志、近藤圭、香月修。
指揮者は服部正、小橋稔、遠藤雅古、渡部和雄、山田和男、松本民之助、菅野浩和、若杉弘、秋山和慶、小林研一郎、村川千秋、荒谷俊治、森正、堤俊作、林光、星出豊、高橋誠也、松本紀久雄、渡辺暁雄、前田幸市郎、中島良史、西本真也、広井隆。
演出家は青山圭男、早野寿郎、観世栄夫、竹内敏春、富田博之、武智鉄二、荒木誠、栗山昌良、稲垣純、淸水脩、賀原夏子、寺崎裕則、早川昭二、田才益夫、安井武、鵜山仁。
舞台監督は倉田昭生、川和孝、小林志郎、川島陽、高谷静治、林三好、金子圭三、土岐八夫、瓜生忠久、田才益夫、田原進、高橋たかひこ、村上登志夫、荒井雅人。
歌手は大賀寛、菅谷省三、宮本和子、川口裕司、田中義登、阪井智晴、井上善策、飯村孝夫、岡田有弘、広瀬恭子、鈴木誠、菊池美樹子、中山雅江、古賀和子、大森園子、安居史恵子、移川澄也、藤原俊輔、友竹正則 、楠瀬一途、鈴木康夫、井上庸子、仁科岡彦、捻金正雄、松山郁雄、砂原美智子、馬庭悟、中沢桂、原田茂生、古沢泉、坂本佳寿子、大槻義昭、大蔵坦子などが務めている。
1977年（昭和52年）大賀寛が日本オペラ協会総監督就任。
活動として特筆すべきなのは、三木稔『春琴抄』、團伊玖磨『夕鶴』、清水脩『修禅寺物語』を繰り返し上演し、日本オペラの代表作品として定着させたことが挙げられる。なかでも『春琴抄』は初演（1975年（昭和50年）11月）も日本オペラ協会であり、1976年度（昭和51年度）第31回芸術祭主催公演にもなっている。また、水野修孝『天守物語』も日本オペラ協会が初演（1979年（昭和54年）3月）である。
1981年（昭和56年）4月1日、下八川共祐が設立した財団法人日本オペラ振興会に事業を委譲。「日本オペラ協会」をオペラ公演事業部門における日本オペラ部門の名称とし、団体は消滅する。

## 沿革 日本オペラ振興会（法人化以降）
「高額な経費のかかるオペラ公演を経済的に安定させよう」と下八川共祐が1981年（昭和56年）3月27日財団法人日本オペラ振興会を設立。同年4月1日、藤原歌劇団と日本オペラ協会から事業の委譲を受け、事業開始。
2012年（平成24年）4月1日、内閣府認定により公益財団法人に移行。

### 目的及び事業
この法人はオペラ及び声楽全般にわたる公演活動等を行なうとともに、歌手およびスタッフを育成して、オペラ及び声楽全般を主体とする音楽芸術の普及・振興をめざし、もって我が国芸術文化の発展に寄与することを目的とし、その目的を達成するため、次の事業を行う。
オペラ及び声楽を主体とする音楽芸術の普及向上に関する事業 
(1) オペラ及び音楽会の開催 
(2) オペラ歌手、声楽家、スタッフ、合唱団の育成
(3) オペラ及び声楽全般の普及
２ その他この法人の目的を達成するために必要な事業
３ 前２項の事業は、本邦及び海外において行なうものとする。

### 役員
- 理事長 佐竹康峰（株式会社東京スター銀行元取締役会長）
- 常務理事 折江忠道（藤原歌劇団総監督 昭和音楽大学特任教授）
- 常務理事 郡愛子（声楽家 日本オペラ協会総監督）
- 常務理事 下八川共祐（学校法人東成学園理事長）
- 常務理事 大石修治（公益財団法人神奈川フィルハーモニー管弦楽団元専務理事）

※2019年（令和元年）6月25日現在。その他の役員については外部リンクを参照のこと。

## 沿革 藤原歌劇団（法人化以降・洋楽オペラ部門）
1981年（昭和56年）4月以降も引き続き1984年（昭和59年）まで下八川共祐が製作を担当。1985年（昭和60年）に総監督に五十嵐喜芳が就任。外来アーティストを積極的に招聘する方針をとった。1986年（昭和61年）ヴェルディ『仮面舞踏会』で初めて本格的な字幕、以後急速に定着した。
1993年（平成5年）10月からは粟國安彦の息子である粟國淳が演出助手に加わり、1997年（平成9年）ドニゼッティ『愛の妙薬』で演出家デビュー。現在も粟國淳が新演出を含む多くの演出を手掛けている。
1999年（平成11年）五十嵐喜芳の新国立劇場芸術監督就任に伴い、日本オペラ振興会常任理事の下八川共祐が制作に復帰。2003年（平成15年）9月より、バス歌手である岡山廣幸が公演監督に就任。2014年（平成26年）からは岡山が総監督に就任。2015年（平成17年）4月よりバリトン歌手の折江忠道が新公演監督に就任、2016年（平成28年）に総監督に就任した。
1981年（昭和56年）の法人化以降、2018年（平成30年）12月までの公演回数は238回にのぼる。積極的な外来アーティストの招聘や、新演出、イタリアオペラを中心としたプログラム構成は2020年（令和2年）現在も継続している。

## 藤原歌劇団団員
※元団員含む。現団員は外部リンクから参照可能である。
- 藤原義江
- 青山圭男
- 池上久乃
- 伊藤和広
- 上本訓久
- 大谷洌子
- 大貫裕子
- 小笠原一規
- 岡山廣幸
- 折江忠道
- 河村彩
- 北村協一
- 草笛美子
- 楠野麻衣
- 小嶋健二[23]
- 佐藤美枝子
- 佐野成宏
- 下八川圭祐
- 砂川涼子
- 関種子
- 高波礼子
- 田島好一
- 塚田京子
- ロベルト・ディ・カンディド
- 長門美保
- 中村淑子
- 波岡惣一郎
- 南條年章
- 野田ヒロ子
- 林康子
- 堀内康雄
- 三宅春恵
- 宮本良平[24]
- 村上敏明
- 諸田広美
- 由利あけみ
- 葭田晃
- 和下田大典
- オクサナ・ステパニュク

## 沿革 日本オペラ協会（法人化以降・日本オペラ部門）
1981年（昭和56年）4月以降も引き続き大賀寛が総監督を務める。1984年（昭和59年）第39回文化庁芸術祭主催・原嘉壽子『祝い歌が流れる夜に』公演。1988年（昭和63年）10月には、文化庁派遣としてポーランド“ワルシャワの秋”音楽祭に石井歓『袈裟と盛遠』で参加し、初の海外公演で成功を収めている。また、1995年（平成7年）第50回記念文化庁芸術祭主催・一柳慧『モモ』の制作を担当している。
2012年度（平成24年度）は岩田達宗新演出の『天守物語』、2013年度（平成25年度）は荒井間佐登新演出の『春琴抄』、2015年度（平成27年度）は三浦安浩新演出の『袈裟と盛遠』など、これまで日本オペラ協会が手掛けて定着させてきた日本オペラのレパートリー作品を、新演出により上演する試みを継続して実施している。
2016年（平成28年）4月より郡愛子が日本オペラ協会総監督補を務め、2017年（平成29年）4月より郡愛子が日本オペラ協会総監督就任。同年7月31日、元総監督の大賀寛が死去。
1981年（昭和56年）の法人化以降、2018年（平成30年）3月までの公演回数は82回にのぼる。2020年（令和2年）現在も“日本の伝統文化に根ざしたオペラの創造と普及”に努めている。

## 日本オペラ協会会員
※元団員の一部については上記の「沿革 日本オペラ協会（任意団体）」を参照のこと。現団員は外部リンクから参照可能である。

## 受賞歴
- 1984年（昭和59年）第35回芸術選奨文部大臣賞・音楽部門：財団法人日本オペラ振興会
- 1985年（昭和56年）第13回ジロー・オペラ賞特別賞：日本オペラ協会
- 1986年（昭和57年）第16回モービル音楽賞・洋楽部門：藤原歌劇団
- 2000年（平成12年）第9回三菱信託音楽賞受賞：藤原歌劇団公演『マクベス』
- 2015年（平成27年）第13回三菱UFJ信託音楽賞 奨励賞受賞：藤原歌劇団共同制作公演『ランスへの旅』